# Equal-Earth-Projektion

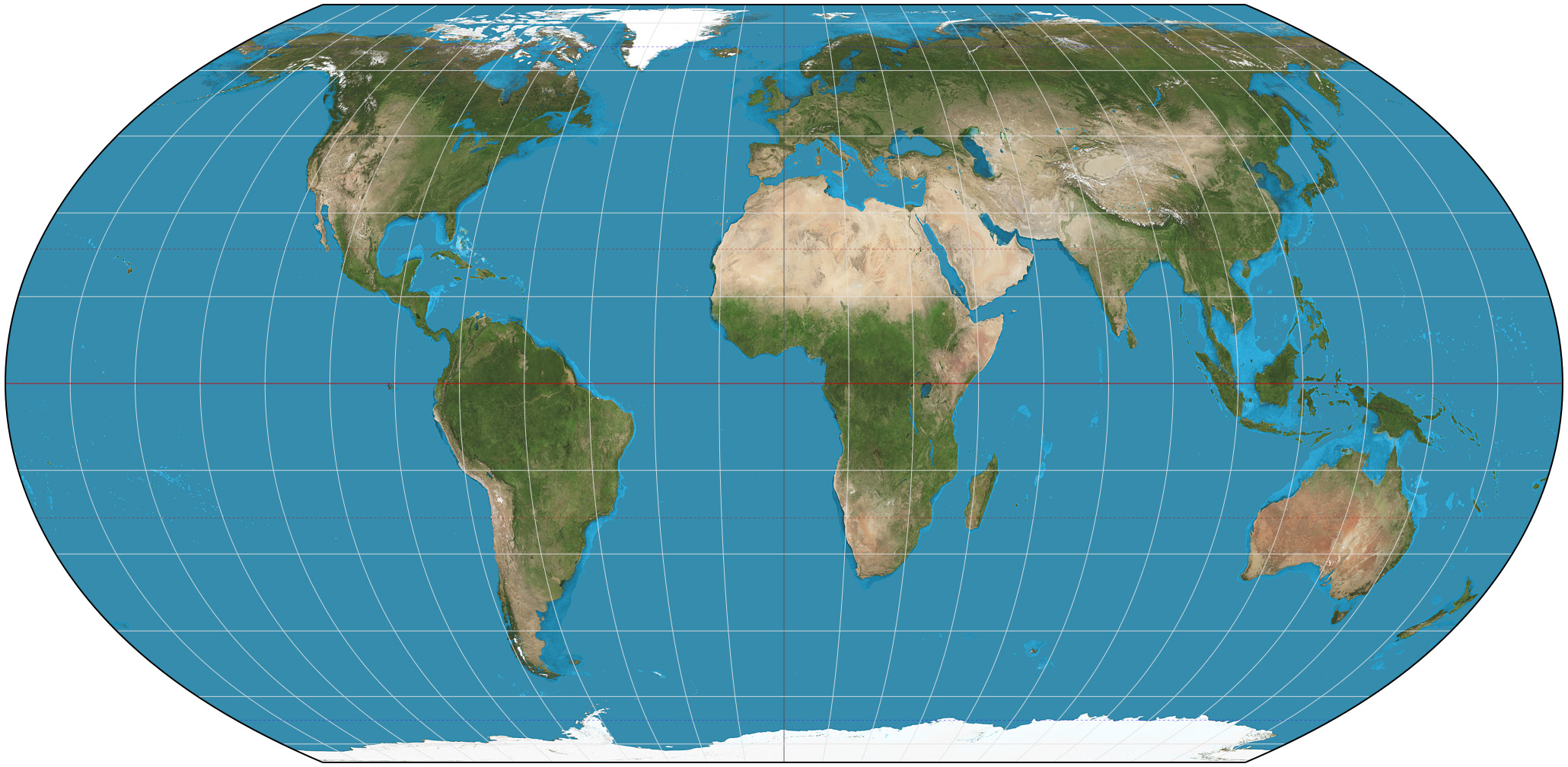
Equal-Earth Projektion. 15° Gitter. Die Bilddarstellung ist eine Ableitung der zusammengesetzten Sommermonatsaufnahme „Blue Marble“ der NASA, wobei die Ozeane zur Verbesserung der Lesbarkeit und des Kontrasts aufgehellt wurden. Das Bild wurde mit der Kartografiesoftware Geocart erstellt.

Die Equal-Earth-Kartenprojektion ist eine pseudozylindrische Weltkartenprojektion, erfunden durch Bojan Šavrič, Bernhard Jenny, und Tom Patterson im Jahr 2018. Es ist beeinflusst durch die weithin benutzte Robinson-Projektion. Anders als diese behält die Equal-Earth-Projektion die relativen Flächengrößen. Die Größenverhältnisse dieser Projektion sind leicht umzusetzen und schnell zu bewerten.
Die Besonderheiten der Equal-Earth-Projektion umfassen:
- Die gekrümmten Seiten der Projektion lassen die Kugelform der Erde erkennen.
- Horizontale Breitengrade erleichtern den Vergleich, wie weit Orte nördlich oder südlich vom Äquator liegen.
- Die Meridiane bzw. Längengrade sind entlang jeder Breitengradlinie gleichmäßig verteilt.
- Software zur Darstellung der Projektion ist leicht zu erstellen und auszuführen.

Laut den Entwicklern wurde die Projektion als Reaktion auf die Entscheidung der öffentlichen Schulen in Boston entwickelt, im März 2017 die Gall-Peters-Projektion für Weltkarten einzuführen, um die relativen Größen der äquatorialen und nichtäquatorialen Regionen genau darzustellen. Diese Entscheidung löste in der Welt der Kartografie Kontroversen aus, da diese Projektion zu extremen Verzerrungen in den Polarregionen führt. Zu diesem Zeitpunkt suchten Šavrič, Jenny und Patterson nach alternativen Kartenprojektionen mit gleichen Flächen für Weltkarten, konnten jedoch keine finden, die ihren ästhetischen Kriterien entsprachen. Daher schufen sie eine neue Projektion, die im Vergleich zu bestehenden Projektionen mit gleichen Flächen visuell ansprechender war.
Wie bei der früheren Projektion Natural Earth (2012) von Patterson wurden die Parameter der Projektion mithilfe einer visuellen Methode ausgewählt. Als Grundlage diente eine Kombination aus Putniņš P4ʹ und Ecker-III- und Eckert-IV-Projektion. Die mathematischen Formeln für die Projektion wurden aus einem Polynom abgeleitet, das zur Definition des Abstands der Breitengrade verwendet wurde.

## Formeln

Equal-Earth-Projektion Verzerrung unter Nutzung von Tissot-Indikator in 10°-Intervallen

Die Projektion wird in folgenden Gleichungen beschrieben:
{\displaystyle {\begin{aligned}x&={\frac {2{\sqrt {3}}\,\lambda \cos {\theta }}{3\,(9\,A_{4}\,\theta ^{8}+7\,A_{3}\,\theta ^{6}+3\,A_{2}\,\theta ^{2}+A_{1})}}\\y&=A_{4}\,\theta ^{9}+A_{3}\,\theta ^{7}+A_{2}\,\theta ^{3}+A_{1}\,\theta \end{aligned}}}
wobei
{\displaystyle {\begin{aligned}&\sin {\theta }={\frac {\sqrt {3}}{2}}\sin {\varphi }\\&A_{1}=1.340264,\ A_{2}=-0.081106,\ A_{3}=0.000893,\ A_{4}=0.003796\end{aligned}}}
und {\displaystyle \varphi } bezieht sich auf Breitengrad und {\displaystyle \lambda } auf Längengrad

## Nutzung

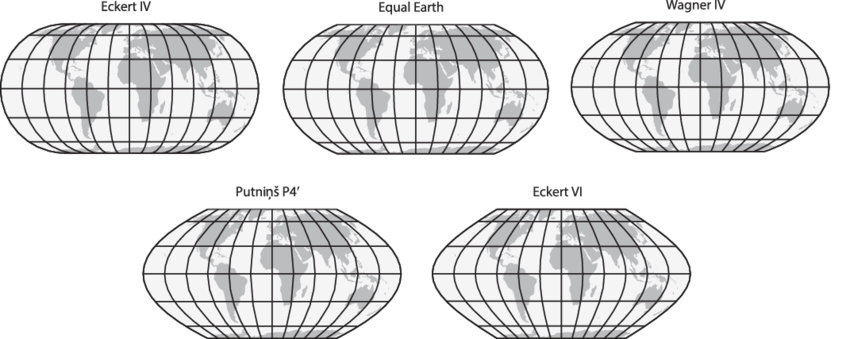
Die Equal-Earth-Projektion im Vergleich zu ähnlichen flächentreuen polyzylindrischen Projektionen

Die erste bekannte thematische Karte, die unter Verwendung der Equal-Earth-Projektion veröffentlicht wurde, ist eine Karte der globalen mittleren Temperaturabweichung für Juli 2018, die vom Goddard Institute for Space Studies der NASA erstellt wurde.
Die Kampagne „Correct the Map“, unterstützt von der African Union und der Caribbean Community, hat eine breitere Anwendung der Equal-Earth-Projektion als Alternative zur Mercator-Projektion gefordert.